# Tehnecij
Tehnécij je kemijski element, ki ima v periodnem sistemu simbol Tc in atomsko število 43. Ta srebrno siva radioaktivna, kristalinska prehodna kovina, ki jo zelo redko najdemo v naravi, se pojavlja kot eden od produktov fizije urana in se uporablja pri slikanju kosti in protikorozivni zaščiti. Kemijske lastnosti tehnecija so nekje vmes med lastnostmi renija in mangana.

## Pomembne lastnosti
Tehnecij je srebrnkasto-siva kovina, ki na vlažnem zraku počasi potemni. Pod oksidacijskimi pogoji tehnecij (VII) obstaja kot pertehnetatni ion TcO4-. Kemija tehnecija je med renijevo in manganovo. Tehnecij se raztaplja v solitrni, dušikovi in koncentrirani žvepleni kislini, a ni topen v klorovodikovi kislini. Ta element je zelo dober inhibitor korozije za jeklo in izvrsten superprevodnik pri temperaturah 11 K.
Ta element je nenavaden, saj nima stabilnih izotopov in je torej na Zemlji izjemno redek. Pogosta oksidacijska stanja tehnecija vključujejo +2, +4, +5, +6 in +7.